# Operació Força Deliberada
L'Operació Força Deliberada fou una campanya de bombardejos duta a terme per l'OTAN per debilitar la força militar de l'Exèrcit de la República Srpska i impedir l'atac sobre les àrees segures de Bòsnia i Hercegovina designades en el context de la Guerra de Bòsnia. La campanya s'allargà entre el 30 d'agost i el 20 de setembre de 1995 i hi participaren uns 400 avions i 5000 efectius.